# Adam Smelczyński

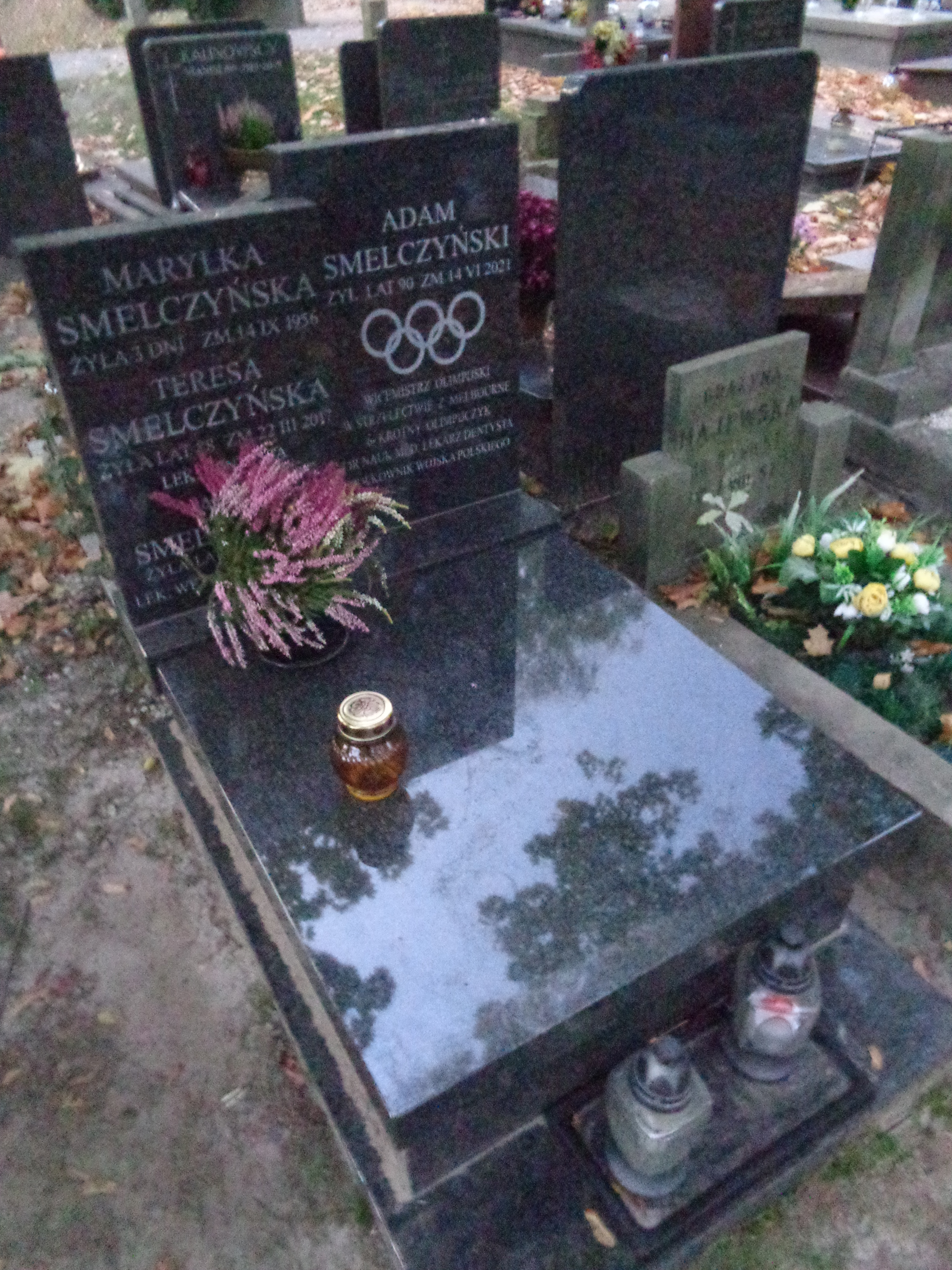
Tombe d'Adam Smelczyński au cimetière militaire de Powązki

Adam Smelczyński (né le 14 septembre 1930, à Częstochowa et mort le 14 juin 2021) est un tireur polonais, spécialiste de la fosse olympique.

## Biographie
Adam Smelczyński a représenté la Pologne à six Jeux olympiques d'été. Son plus grand succès fut sa première participation, à Melbourne en 1956, quand il a remporté une médaille d'argent.
Plus tard, il a successivement terminé: à Rome en 1960: 7e place; à Tokyo  en 1964: 32e place; à Mexico en 1968: 6e place; à Munich en 1972: 11e place et à Montréal en 1976: 6e place. 
Il a également été médaillé de bronze aux Championnats du monde à Bologne en 1967.
Il a remporté deux fois le titre aux championnats d'Europe à Madrid en 1972 et à Brno en 1976, ainsi que deux médailles de bronze des championnats d'Europe dans la compétition individuelle: à Antibes en 1974 et à Vienne en 1975.
En équipe, il a également été médaillé d'argent, en 1964 à Bologne, et Madrid en 1972 et en bronze, en 1955 à Bucarest. 
Adam Smelczyński, qui fut diplômé de la Faculté de médecine dentaire de Lodz, a ensuite vécu à Varsovie.

## Palmarès

### Jeux olympiques
dans l'épreuve de la fosse olympique
- Jeux olympiques d'été de 1956, à Melbourne,  Médaille d'argent
- Jeux olympiques d'été de 1968, à Mexico, 6e
- Jeux olympiques d'été de 1976, à Montréal, 6e
- Jeux olympiques d'été de 1960, à Rome, 7e
- Jeux olympiques d'été de 1972, à Munich, 11e
- Jeux olympiques d'été de 1964, à Tokyo, 32e

### Championnats du monde
- Bologne, 1967,  Médaille de bronze

### Championnats d'Europe
- en individuel:
  - Madrid, 1972,  Médaille d'or
  - Brno, 1976,  Médaille d'or
  - Antibes, 1974,  Médaille de bronze
  - Vienne, 1975,  Médaille de bronze
- en équipe:
  - Bologne, 1964,  Médaille d'argent
  - Madrid, 1972,  Médaille d'argent
  - Bucarest, 1955,  Médaille de bronze

### Championnats de Pologne
Adam Smelczyński fut 12 fois champion de Pologne au tir sportif:
- en 1956, 1958, 1959, 1960, 1962, 1963, 1966, 1967, 1968, 1970, 1971 et 1976.